# 布列別涅斯庫爾河
布列別涅斯庫爾河（烏克蘭語：Бребенескул），是烏克蘭的河流，位於該國西部外喀爾巴阡州，發源自布列別涅斯庫爾湖，流經拉希夫區，河道全長11公里，流域面積30.8平方公里。